# Chulutu (socken i Kina)
Chulutu (kinesiska: 楚鲁图, 楚鲁图乡) är en socken i Kina. Den ligger i den autonoma regionen Inre Mongoliet, i den norra delen av landet, omkring 230 kilometer väster om regionhuvudstaden Hohhot.
Genomsnittlig årsnederbörd är 400 millimeter. Den regnigaste månaden är juli, med i genomsnitt 93 mm nederbörd, och den torraste är januari, med 2 mm nederbörd.